# Divadlo Bez zábradlí
Divadlo Bez zábradlí sídlí v Jungmannově ulici č. 36/31, v paláci Adria, v Praze 1-Nové Město.

## Dějiny
Divadlo Bez zábradlí založil v roce 1990 Karel Heřmánek, jako tehdy první soukromé divadlo v Česku. Karel Heřmánek byl zároveň principálem i hercem divadla. K založení nové společnosti se rozhodl po svém odchodu z Divadla Na zábradlí, kde hrál. Manažerkou divadla je jeho manželka Hana Heřmánková.
Společnost nejdříve sídlila v Žižkovském divadle Járy Cimrmana, poté v divadle Ta Fantastika, po roce ve Vysočanech. Nakonec se divadlo přestěhovalo do rozestavěného sálu Adrie v centru Prahy.
Od roku 1996 divadlo Bez zábradlí pořádá festival s názvem Slovenské divadlo v Praze, kde uvádí známé slovenské divadelní hry. Od roku 2004 soubor vyjíždí i do Městského divadla v Karlových Varech, které získal Karel Heřmánek do pronájmu.

## Ansámbl
Divadlo Bez zábradlí nemá stálý soubor, a v představeních se můžete setkat s řadou hostujících herců a hereček. V Divadle Bez zábradlí se postupně vytvořil okruh herců a hereček, kteří se souborem často spolupracují. Patří mezi ně např.: Jiří Bartoška, Josef Carda, Veronika Freimanová, Rudolf Hrušínský, Dana Morávková, Petr Pospíchal, Jana Švandová, Václav Vydra, Zdeněk Žák.

## Galerie

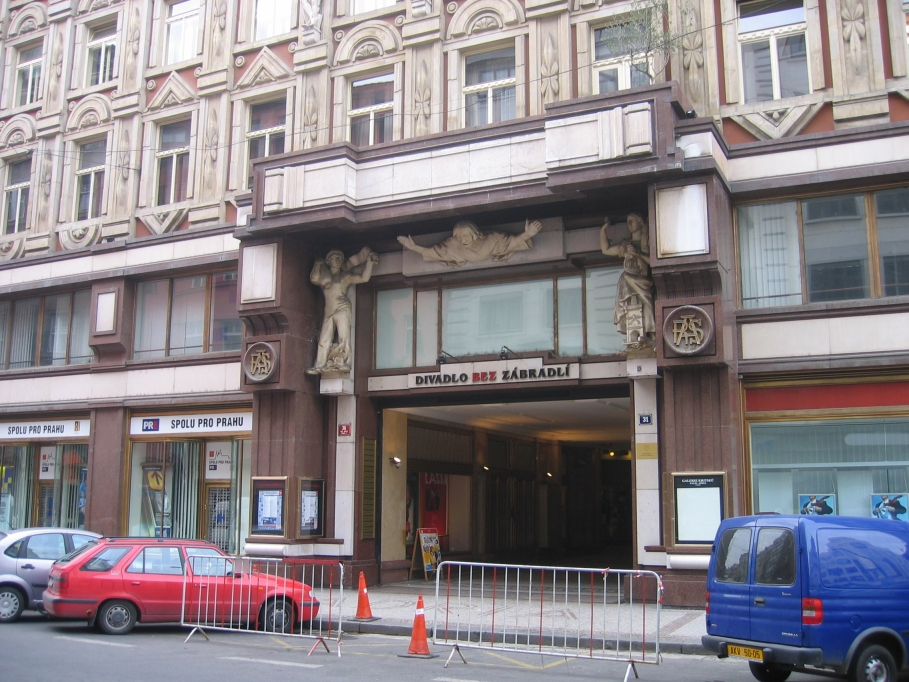
Vstup do divadla v paláci Adria
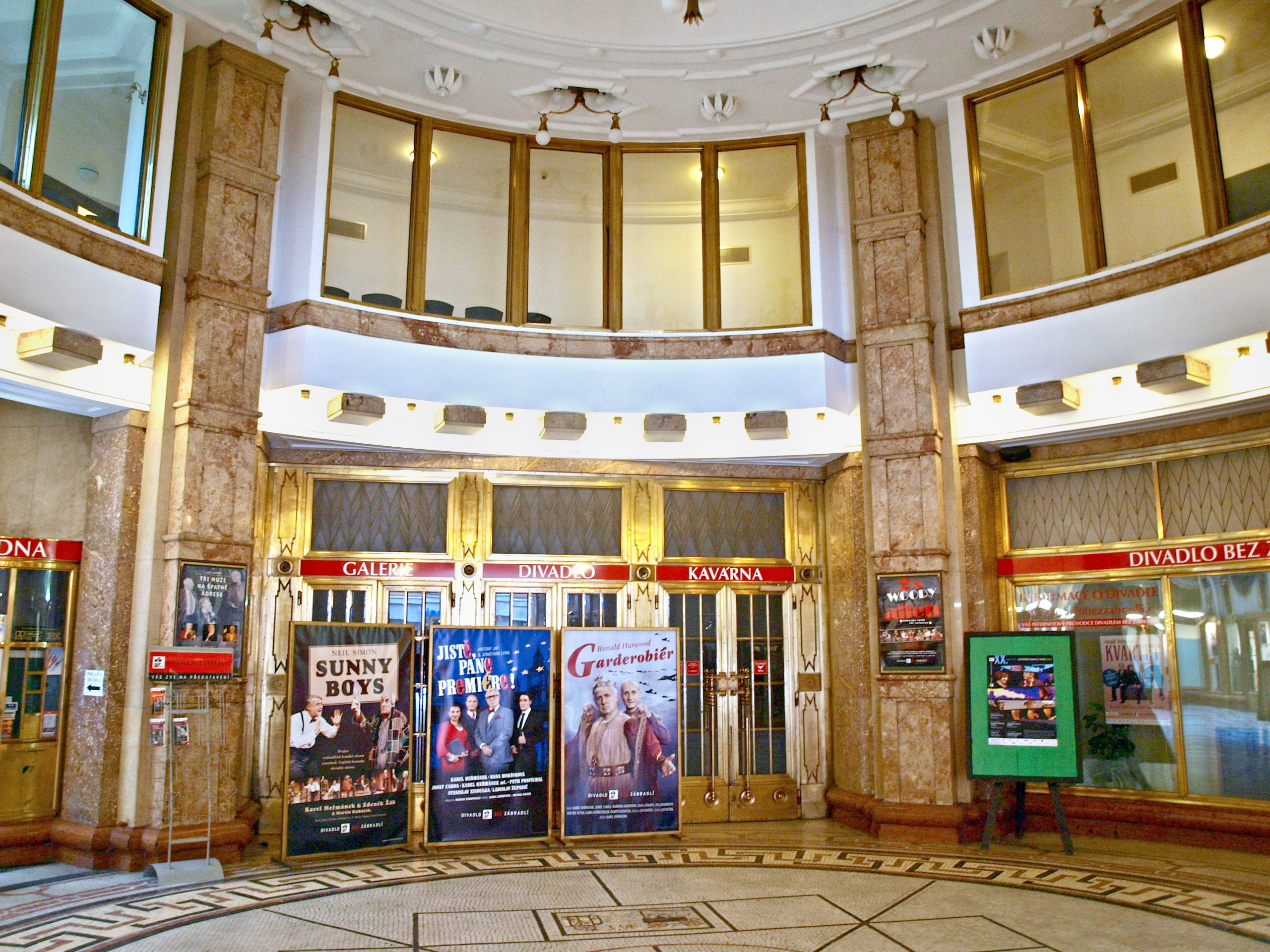
Vstup do divadla v pasáži paláce Adria